# Casamarciano
Casamarciano es un municipio italiano localizado en la ciudad metropolitana de Nápoles, región de Campania. Cuenta con 3.271 habitantes en 6,38 km². Limita con las localidades de Avella (provincia de Avellino), Cimitile, Comiziano, Nola, Tufino y Visciano.

## Demografía
| Gráfica de evolución demográfica de Casamarciano entre 1861 y 2011 |
|                                                                    |
| Fuente ISTAT - elaboración gráfica de Wikipedia                    |